# Montone
Montone ist eine italienische Gemeinde mit 1541 Einwohnern (Stand 31. Dezember 2023) in der Provinz Perugia in Umbrien und  Mitglied der Vereinigung I borghi più belli d’Italia (Die schönsten Orte Italiens). Die Gemeinde liegt etwa 28 Kilometer nordnordwestlich von Perugia.

## Geschichte
Die Siedlung entstand vermutlich im 10. Jahrhundert. Die Burg wurde 1121 errichtet. Ab 1414 herrschte hier die Familie des Braccio da Montone, bis die Familie Vitelli ab dem 16. Jahrhundert die Gemeinde kontrollierte.

## Verkehr
Durch den südlichen Gemeindeteil führt die Strada Statale 3bis Tiberina (E45) von Terni nach Ravenna.

## Persönlichkeiten
- Braccio da Montone (1368–1424), Condottiere